# Hřib (Imperator)
Hřib (Imperator) je rod stopkovýtrusných hub z čeledi hřibovitých. Vytvořen byl evropskými mykology roku 2015 vyčleněním několika druhů z rodu Boletus (konkrétně ze sekce Luridi) na základě výsledků biomolekulárních analýz.

## Seznam druhů
| obrázek                  | český název      | odborný název            | výskyt | galerie                                                 | pozn. |
| ------------------------ | ---------------- | ------------------------ | ------ | ------------------------------------------------------- | ----- |
| Imperator rhodopurpureus | hřib rudonachový | Imperator rhodopurpureus | Evropa | Kategorie „Boletus rhodopurpureus“ na Wikimedia Commons | [ 1 ] |
| Imperator torosus        | hřib zavalitý    | Imperator torosus        | Evropa | Kategorie „Boletus torosus“ na Wikimedia Commons        | [ 1 ] |
| Imperator luteocupreus   | hřib žlutoměďový | Imperator luteocupreus   | Evropa | Kategorie „Boletus luteocupreus“ na Wikimedia Commons   | [ 1 ] |